# Marnhagues-et-Latour
 Marnhagues-et-Latour  (en occitano Marnhagas) es una población y comuna francesa, situada en la región de Mediodía-Pirineos, departamento de Aveyron, en el distrito de Millau y cantón de Cornus.

## Geografía
El río Sorgues atraviesa la comuna hacia el oeste-noroeste, a su orilla derecha se sitúa la aldea Latour. La aldea Marnhagues se encuentra en el valle del ruisseau du Matas, un afluente del Sorgues. Por último la tercera aldea de la comuna, Laroquaubel, se encuentra en el valle del Annou, otro afluente del Sorgue.

## Demografía
| 128 | 144 | 146 | 132 | 102 | 132 |
| Para los censos de 1962 a 1999 la población legal corresponde a la población sin duplicidades (Fuente: INSEE [Consultar]) |     |     |     |     |     |